# Grimontviridae

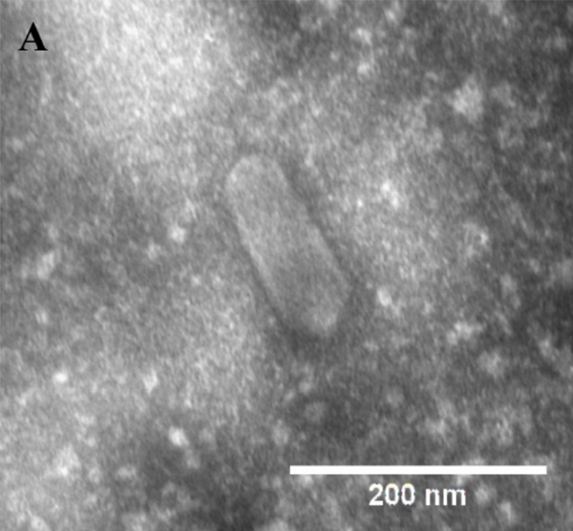
Die TEM-Aufnahme von IncN-Phage Lu221 (PKM.Lu.22.1), Gattung Lundtoftevirus, zeigt den verlängerten Kopf und kurzen Schwanz (Podoviren-Subtyp C3)

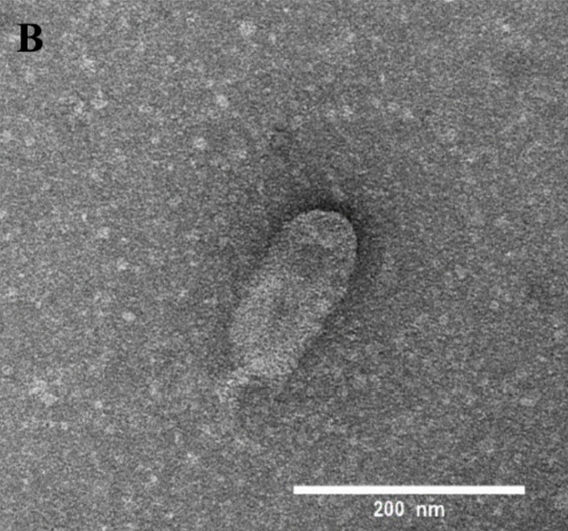
Auch die TEM-Aufnahme von Salmonella-Phage PKM.Hi.22.6 (Phage Hi226), vorgeschlagenes Mitglied der Grimontviridae, zeigt den C3-typischen verlängerten Kopf und kurzen Schwanz

Grimontviridae ist eine im März/April 2023 als Familie eingerichtete Gruppe von Viren mit Kopf-Schwanz-Aufbau vom Morphotyp C (Podoviren).
Ihre Wirte sind Bakterien, was sie als Bakteriophagen klassifiziert.

## Beschreibung
Innerhalb der Klasse Caudoviricetes gibt es vom Morphotyp C (Podoviren) eine seltene C3 genannte Variante, bei der die Virionen außer dem für Podoviren typischen kurzen „Schwanz“ einen stark verlängerten Kopf (d. h. ein nicht-isometrisches Kapsid) aufweisen.
Die Grimontviridae sind neben den Mktvariviridae eine Familie solcher Podoviren vom Subtyp C3.
Die Familie umfasst sechs Gründungs-Gattungen, deren Genome durchschnittlich 91,1 kbp (Kilobasenpaare) groß sind, bei einem G+C-Gehalt von 41,1 Mol%. Sie kodieren ca. 137 Proteine und 2–7 tRNAs.

### Crifsvirus
Im Jahr 2008 wurde der lytische Cronobacter-Phage vB_CsaP_GAP52 in Guelph, Ontario (Kanada) mit dem Wirt Cronobacter sakazakii isoliert. Er besitzt einen länglichen Kopf (139 × 47 nm) und einen kurzen Schwanz (12 × 10 nm).
Der Cronobacter-Phage A24 wurde aus Flusswasser in Yuexiu, einem Stadtbezirk von Guangzhou (Kanton City), Provinz Guangdong (China), isoliert.
Im Durchschnitt sind die Genome der Gattung Crifsvirus 75,9 kbp groß bei einem G+C-Gehalt von 44,1 mol%, sie kodieren 11 Proteine und 2-3 tRNAs.
Die Gattung ist zu Ehren des Canadian Research Institute in Food Safety (CRIFS) benannt, in dem Reza Abbasifar den Cronobacter-Phagen Gap52 isolierte.

### Moazamivirus
Der Salmonella-Phage 7-11 (Salmonella Newport phage 7-11) wurde von der iranischen Biologin und Pionierin der Biokraftstofftechnologie Prof. Nasrin Moazami (geb. 1945) et al. gründlich charakterisiert.
Es handelt sich um einen Virus vom Morphotyp der Podoviren, Subtyp C3, mit einem länglichen Kopf von 154 × 40 nm und einem Schwanz von 12 × 9 nm.
Der Salmonella-Phage pSal-SNUABM-01 wurde aus dem Nam-Fluss in Jinju (Südkorea), isoliert. Er besitzt ebenfalls einen länglichen Kopf (134 × 37,2 nm) und einen kurzen Schwanz (Länge 13 nm). Sein Genom ist zirkulär permutiert. (circular permutation, vergleiche Madisaviridae, Saparoviridae, Vertoviridae und die Zobellviridae-Gattung Citrovirus).
Salmonella-Phage SE131, wurde ebenfalls in Korea aus Salmonella enterica subsp. enterica Serovar Enteritidis isoliert.
Im Durchschnitt sind die Genome der Gattung Moazamivirus 89,8 kbp groß bei einem G#C-Gehalt von 44,4 mol%; sie kodieren ~150 Proteine und 6-8 tRNAs.

## Systematik
Die Systematik der Grimontviridae ist nach International Committee on Taxonomy of Viruses (ICTV) – (MSL#40v1), ergänzt um einige Vorschläge nach der Taxonomie des National Center for Biotechnology Information (NCBI) in Hochkommata mit Stand 16. April 2025 wie folgt:
Familie Grimontviridae
- ohne zugewiesene Unterfamilie

- Gattung Crifsvirus
  - Spezies Crifsvirus A24, mit Cronobacter-Phage A24
  - Spezies Crifsvirus GAP52, mit Cronobacter-Phage vB_CsaP_GAP52 alias GAP52
  - Spezies „Escherichia-Phage ECO319P1“ (Vorschlag)

- Gattung Dalianvirus
  - Spezies Dalianvirus R1, mit Vibrio-Phage Vp_R1
  - Spezies „Vibrio-Phage vB_VpaP_SJSY21“ (Vorschlag)

- Gattung Lahexavirus
  - Spezies Lahexavirus LAh6, mit Aeromonas-Phage LAh_6
  - Spezies Lahexavirus LAh8, mit Aeromonas-Phage LAh_8
  - Spezies Lahexavirus LAh9, mit Aeromonas-Phage LAh_9
  - Spezies Lahexavirus lv44572, mit Aeromonas-Phage 4_4572

- Gattung Libingvirus
  - Spezies Libingvirus BUCT695, mit Aeromonas-Phage BUCT695

- Gattung Lundtoftevirus
  - Spezies Lundtoftevirus Lu221, mit IncN-Phage Lu221 alias Phage PKM.Lu.22.1

- Gattung Moazamivirus
  - Spezies Moazamivirus 711, mit Salmonella-phage 7-11 alias Salmonella Newport phage 7-11
  - Spezies Moazamivirus SE131, mit Salmonella-Phage SE131
  - Spezies „Salmonella-Phage SeKF_80“

- Gattung Privateervirus
  - Spezies Privateervirus 3H1020, mit Proteus-Phage 3H10_20
  - Spezies Privateervirus P59, mit Proteus-Phage Vb_PmiP-P59
  - Spezies Privateervirus privateer, mit Proteus-Phage Privateer
  - Spezies Privateervirus pv009, mit Cronobacter-Phage vB_CsaP_009

- Gattung Trabzonvirus
  - Spezies Trabzonvirus APT65, mit Aeromonas-Phage APT65

- ohne Gattungszuweisung
  - Spezies „Proteus-Phage J3S“ (Vorschlag)
  - Spezies „Salmonella-Phage PKM.Hi.22.6“ (Vorschlag), mit Phage Hi226
  - Spezies „Salmonella-Phage pSal-SNUABM-01“ (Vorschlag)

## Namensherkunft (Etymologie)
Der Name der Familie Grimontviridae ehrt die französische Mikrobiologin Francine Grimont für ihre umfassende Untersuchung von Phagen, insbesondere der Viren des C3-Morphotyps; der Suffix ‚-viridae‘ kennzeichnet Virusfamilien.